# 野外病院

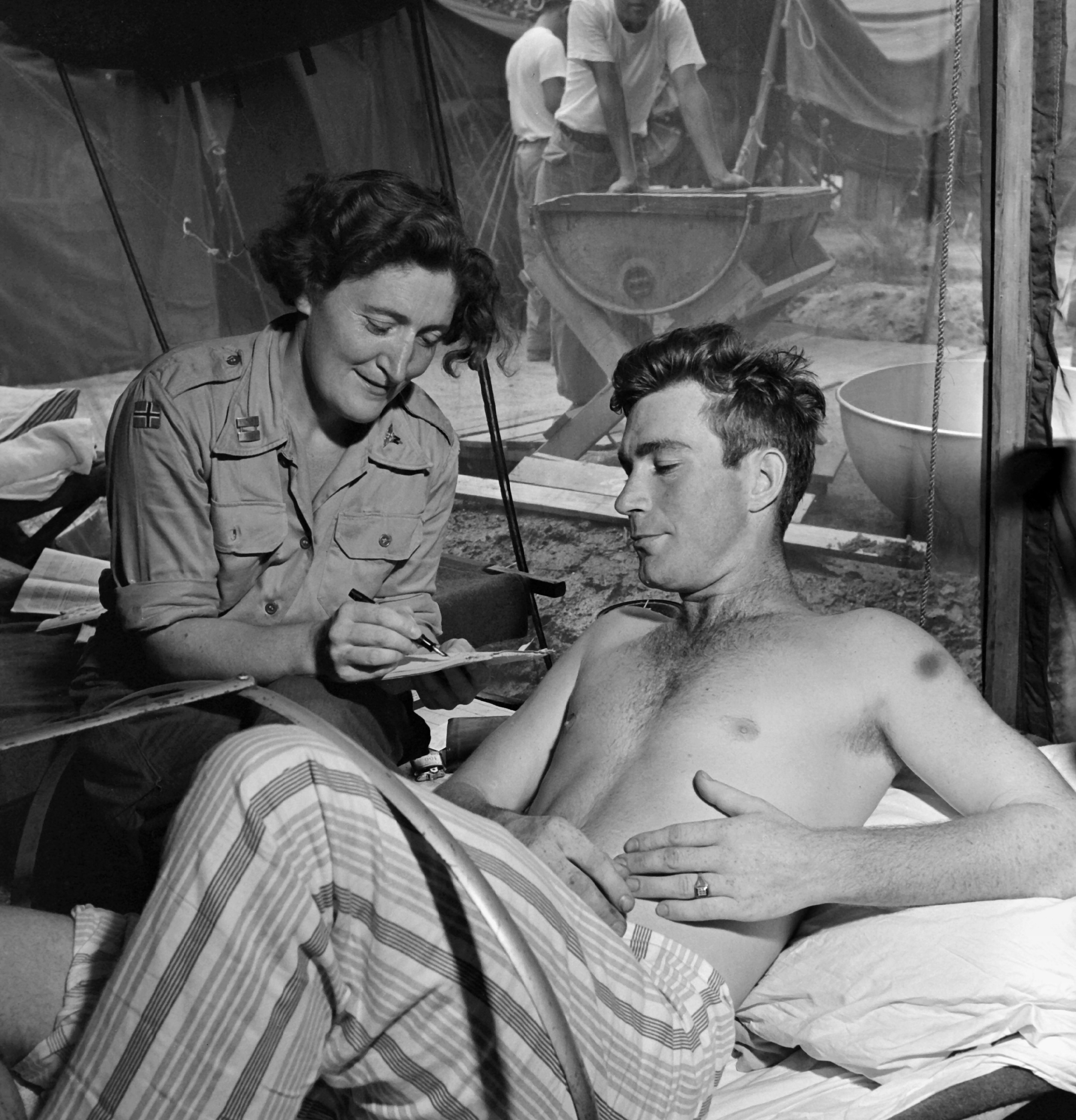
朝鮮戦争中、ノルウェー軍によって運営された野戦病院

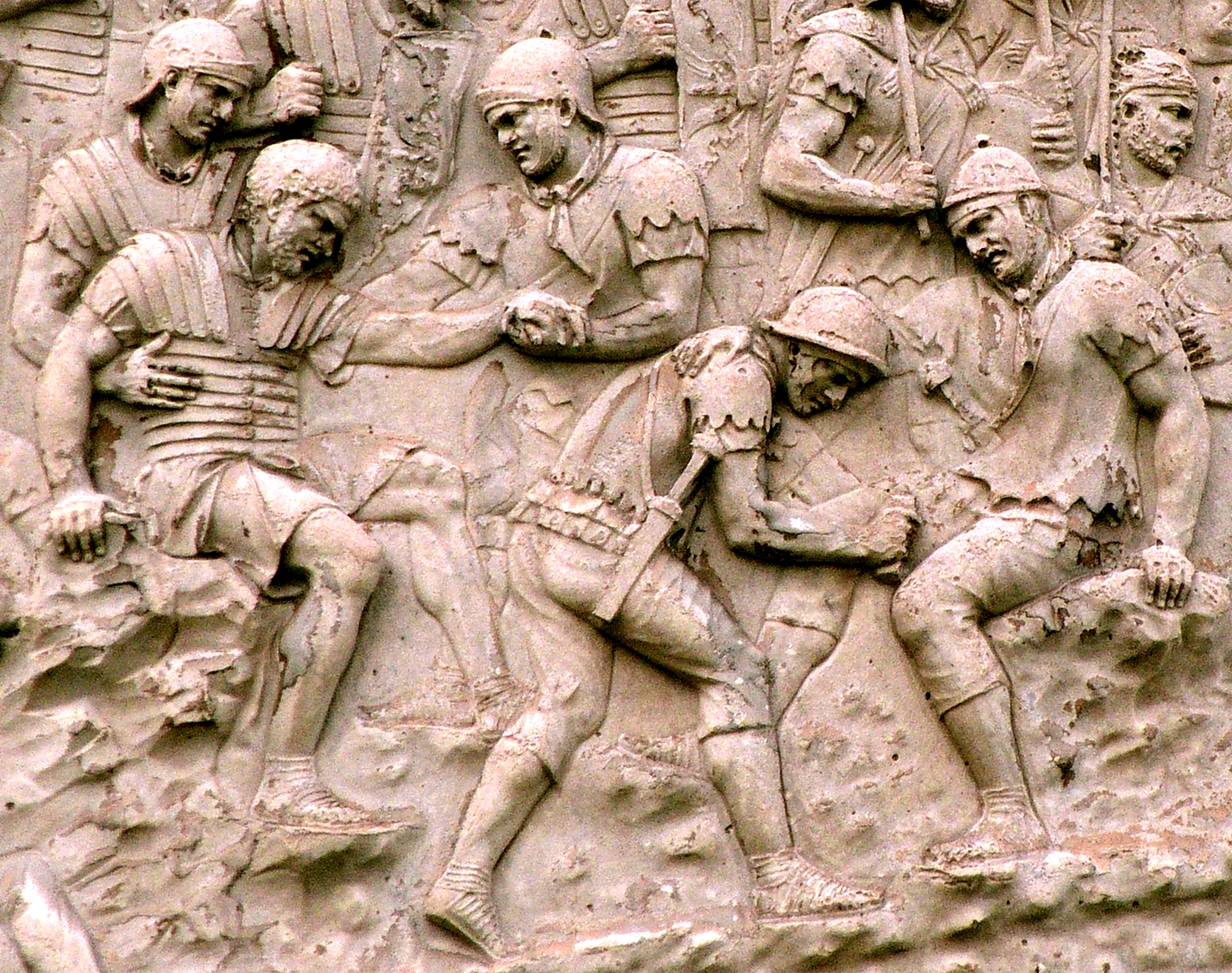
トラヤヌスの記念柱にある負傷兵士を治療するローマ軍の衛生兵達（Capsarii）

野外病院（やがいびょういん）とは、負傷者を野外で治療する大規模な移動式救護施設のこと。戦場・戦時における野外病院は野戦病院（やせんびょういん）とよばれる。

## 野外病院の構成と形態
標準的な構成の野外病院は医療スタッフ、持ち運び可能な救急キット、ならびに大型テントが主要装備で、路上や荒野においても設置可能である。
近代的なタイプの野外病院は平時に建物の中（レストラン、学校、会議室など）に格納しておき、必要となった際に展開して使用することができる。
航空機積載型の野外病院は大概コンテナの中に収納されており、コンテナは覆いとして有効に利用される。

### 野外病院の設備・装備
移動可能な物であると言う点を除けば、一般的な病院の設備・装備と変わるところは無い。ただ、災害の質から多発する傷病の種類を予測し、出動・展開時にはその処置に必要な物品を特に大量に用意する必要がある。
- 設備
テント、ベッド、空気清浄機つきエアコン、酸素・電源・水の供給装置。
- 診断機器
モニター類（心電図モニタ、酸素飽和度、血圧計）。
超音波エコー、X線写真撮影室。
- 治療器具
点滴静脈注射。
骨折固定具、包帯、ガーゼなどの衛生材料。
- より高度な治療器具（野外手術システムに搭載）
開腹、開胸、開頭、気管挿管、気管切開、胸腔ドレナージ、心嚢穿刺の各処置セット。
麻酔器・人工呼吸器・X線透視装置。

参考文献にて、米軍がイラクで展開している大規模な野戦病院の写真が掲載されている。

## 野外病院の役割
医療が高度化した現代では、高度な処置の出来ない野外病院はあくまで一時収容施設として位置づけられる（トリアージの項を参照）。すなわち、手術システムはあくまで重傷者を高度な医療施設へ搬送可能な状態にすることが目的であり、それ以外の傷病者に関しても応急処置や搬送待ちの場となる。いずれにしても完治を目的とした場ではない。
野戦病院は、負傷した兵士に応急処置を受けさせたら、直ちに戦線に復帰させることが目的であるが、それが不可能な兵士は応急処置を受けた上で比較的安全な地域にある別の医療機関に後送される。

### 野外病院で行われる治療
大原則はABC（Airway：気道の開通、Breathing：呼吸、Circulation：循環）の確保である。その具体的な診療内容は傷病の種類により異なる。外傷の初期治療の一般原則に関してはJATECの項を参照。また、循環器系の疾患の初期治療はACLSの項を参照のこと。
トリアージの項に述べられるように、どこまで高度な治療を行うかは「災害の規模」と「医療資源（救助側スタッフ･設備）」のバランスによって決まる。例えば、救助側が十分な規模であれば、開胸的心マッサージ・心嚢穿刺、胸腔ドレナージ、気管挿管、脳神経外科やクラッシュ症候群の領域で行われる最先端の高度救命治療を施すことでなら救命可能という状態の重体患者も、野外病院に担ぎ込まれる傷病者の数が余りにも多ければ死亡扱いとの判定を受け、見殺しにされる場合がある。例えば、イスラエル国防軍の野外病院では、医療資源が逼迫した状況下における行動指針として、術後24時間以内に容態が安定する見込みのある患者にのみ集中治療室のベッドを与えたり、開放性骨折患者を積極的に受け入れて手術や抗生物質投与等の手厚い治療を施す一方で、来院の時点で既に敗血症を起こしている開放性骨折患者や、頭部外傷や脊髄損傷の患者への治療については、速やかに後送される見込みがない限りは実施しないといった選別のマニュアルがある。

### 戦傷病と災害時の傷病の特徴
戦時や災害時は外傷は勿論のこと、精神的・身体的ストレス（劣悪な環境）による内因性疾患や精神疾患も罹患しやすい。外傷の形態は、その原因（災害の種類や、戦時であれば使われる兵器）により異なる。
- 共通する傷病
  - 劣悪な環境によるもの
各種の感染症（伝染病）、低栄養、塹壕足など
  - 内科的疾患
循環器疾患（心筋梗塞、狭心症、静脈血栓塞栓症）
  - 精神疾患
不安障害（パニック障害、急性ストレス障害）、戦争後遺症
- 戦時に特徴的な傷病
  - 戦闘行為によるもの
銃創、爆傷、熱傷、刺創（英語版）
  - 大量破壊兵器によるもの
放射線障害、有機リン中毒、炭疽菌などのまれな感染症など：いずれも収容・治療前に除染を要する．
- 災害時に特徴的な傷病
圧外傷（クラッシュ症候群）、裂傷

## 野外病院の運用の諸問題

### 指揮系統の問題
原則として野戦病院は軍隊のみで運用されるのに対し、民間人をも収容する野外病院は「民間の医療従事者」「消防」「軍隊（衛生兵）」それぞれが関わる。しかし、それぞれに指揮命令系統が異なり、それらを混在させることは現場の混乱のみならず、個々の医療行為に関する責任の所在すらも曖昧になってしまう。
日本の現状においては、自衛隊の設置した野戦病院は衛生科自衛官、消防・民間の設置した野外病院は一般の医療従事者で運営することにより住み分けている。しかし効率的運用や互いの切磋琢磨と言う点では難がある。例えば、各野外病院の受け入れ可能数の把握や、後送先の病院の確保に難渋したりなどである。
これに対し、戦傷病治療の経験が豊富な米国では、外傷専門医が従軍して研修したり、逆に軍医が外傷センターで研修するなどの交流を行っている。

## 日本における野外病院

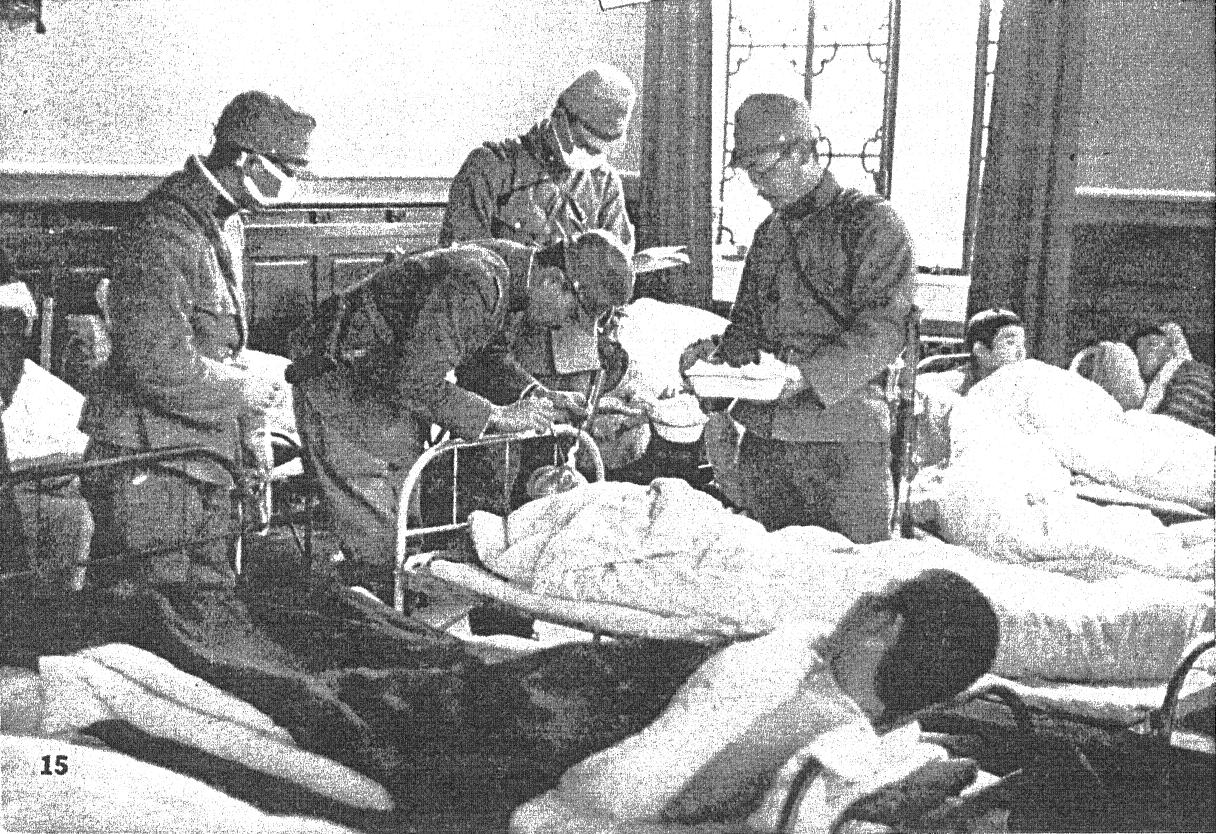
南京攻略戦後に南京市内の外交部庁舎に設置された日本軍野戦病院で治療を受ける負傷した中国兵

蝦夷共和国では諸外国の信頼を得るため、ジュネーヴ条約の取り決めに基づく対応として野戦病院を開設した。
大日本帝国陸軍においては、1個師団に3～4個の野戦病院が付属していた。野戦病院長は通常は軍医中佐か軍医少佐があてられたが、ときには軍医大尉の場合もあり、野戦病院の限界収容人数は200名程度であった。
収容部・治療部・後送部に分かれ、軍医・歯科医将校・薬剤将校・看護将校以下300名程度で編成された。陸軍看護婦や日本赤十字社の救護看護婦は、兵站病院以上の後方医療部隊に配置されたため、師団の野戦病院での看護はすべて衛生兵が担当した。
日本陸軍の前線医療組織としては各師団の野戦病院のほか、患者療養所や衛生隊、包帯所、野戦病院からの患者後送を主任務とする患者輸送部などがあった。軍事演習時には患者療養班が設けられることもある。
しかし野戦病院は独自の移動手段や兵站組織を持たないために、患者収容のための野戦天幕や炊事設備を設置することも困難で、さらに第一線の戦闘部隊を優先したために、野戦病院のために必要な資材の運搬が後回しにされることもあった。その結果、ガダルカナル島の戦いやインパール作戦で発生したように、食事も薬も無い状況で、麻酔なしでの手術や、野外の泥の中に患者を放置するといった、悲惨な状況が戦域で展開されることもあった。
野戦病院の数は4単位師団（1個師団は4個歩兵連隊により編成されている）にあっては4個、3単位師団（1個師団に3個歩兵連隊）にあっては3個野戦病院が設置される。野戦病院の指揮命令権者は師団長であるが，師団衛生部長（軍医大佐）が専門知識を補佐する。野戦病院の定員は、病院長（軍医少佐）以下、軍医17名、薬剤官2名、歯科医将校1名、衛生部将校3名、衛生部下士官兵161名、輜重兵将校2名、輜重兵下士官兵116名、経理部下士官兵、乗馬・駄馬76頭より編成される。
各病院の半数は第一線で病院を開設し、初期治療を行い、半数は後方の半永久的な病院（兵站病院や陸軍病院など）において後送された患者の治療を継続する。各野戦病院は指定された歩兵聨隊と行動をともにする。
日本では陸上自衛隊衛生科部隊のほか、大都市の消防本部も救護所となる特殊救急車を配備している。また、災害現場で活動する医療チーム（DMAT）の配備も始まっている。
陸上自衛隊の師団野戦病院は、外科・歯科口腔外科・精神科の三科から編成されており、近代的な野外手術システムを有している。

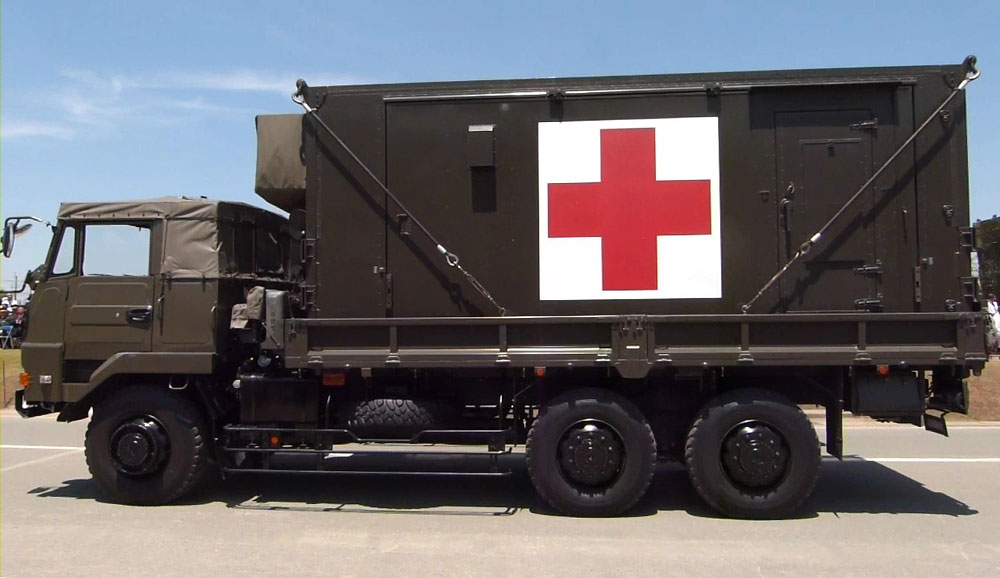
衛生科の 野外手術車

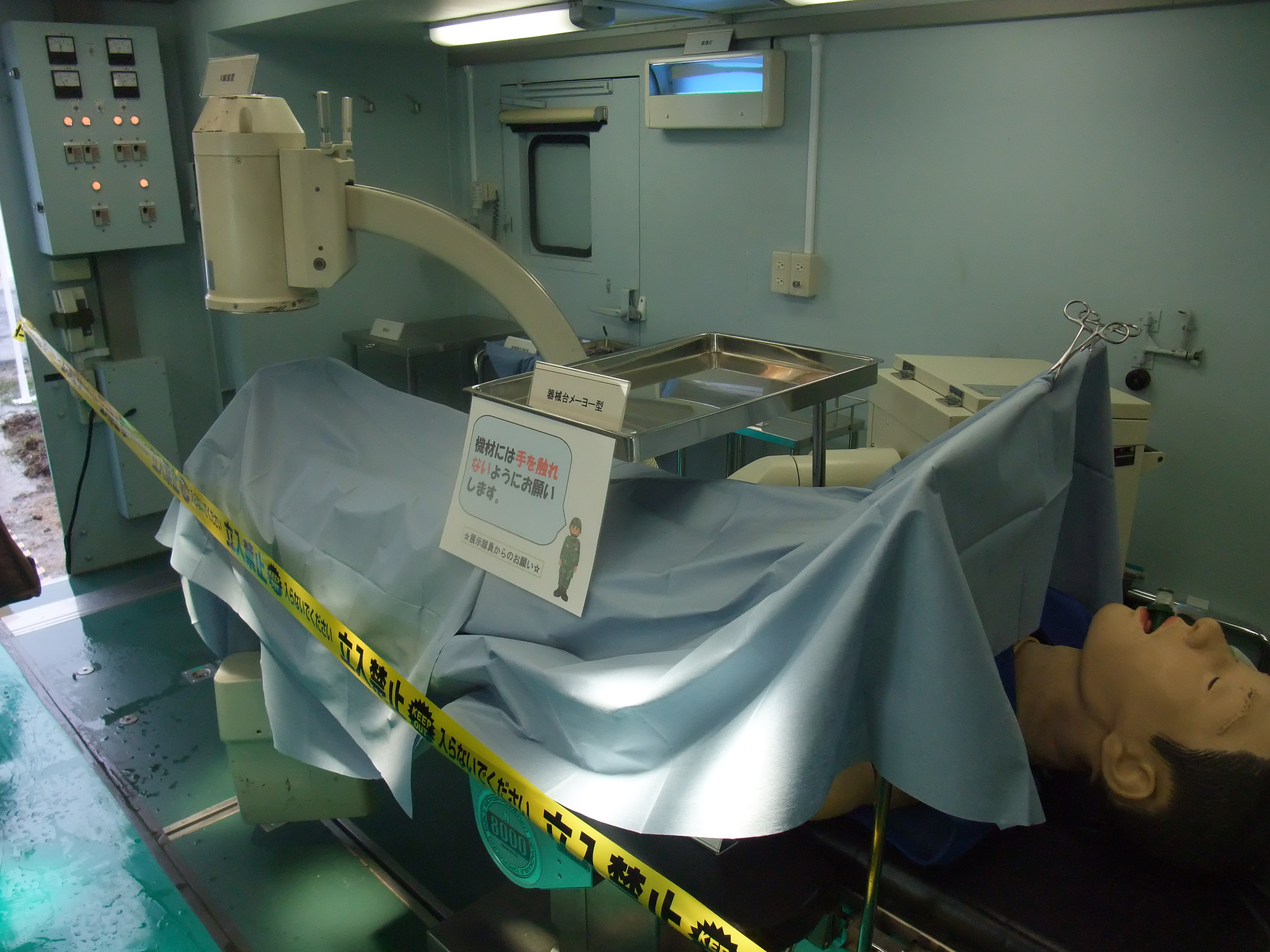
野外手術車の内部

在日米軍は、キャンプ・ドレイク（朝霞基地）、ジョンソン基地（入間基地）などでアメリカ陸軍が野戦病院を運営していた。
1968年、ジョンソン基地の野戦病院を王子キャンプに移転させようとしたところ、地域住民やベトナム反戦運動を意識した学生らによる抗議活動に直面した。結局、王子キャンプの病院は「野戦病院」の名を冠しない病院として発足したが、翌年には撤退した。

## 比喩としての使用
- 野戦病院状態 - 前述の日本軍の悲惨な実態から転じて、「医療施設等で十分な物資や人員が賄えず、負傷者・患者に対する必要な治療が受けられない状態」を「野戦病院状態」と称する。そこから更に転じて、集団で行うプロスポーツ（プロ野球、サッカーなど）において主力選手がケガや不振で続々と離脱し、スターティングメンバーが組めず、戦力が大幅に低下した状態を「野戦病院」と比喩する表現も多く見られ[7]、日本プロ野球では特に怪我により戦線離脱する選手が多い東京ヤクルトスワローズを、これに擬えた揶揄として「ヤ戦病院」と言うインターネットスラングも使われている[8]。

- 臨時医療施設 - 臨時に運用される医療施設を「（いわゆる）野戦病院」と称することがある。新型コロナウイルス感染症に関する菅義偉首相の記者会見でも「今回の感染拡大に際し、いわゆる野戦病院をつくるべきだ、こうした多くの指摘を頂いております。病院の空きベッドや、それ以外の施設も活用し、酸素の投与を可能とする緊急の施設は、これまでに全国14か所に設けられてきました。こうした一時的な療養施設を緊急事態宣言地域を中心に更に増やしてまいります」と述べられている[9]。